# Campylospermum dusenii
Espèce
Synonymes
- Exomicrum dusenii (Engl. & Gilg) Tiegh.[1]

Campylospermum dusenii (Gilg) Bissiengou, P. & Sosef est une espèce de plantes à fleurs de la famille des Ochnaceae et du genre Campylospermum. C'est un arbuste présent au Cameroun et au Gabon.

## Étymologie
Son épithète spécifique dusenii rend hommage à l'explorateur et botaniste suédois Per Karl Hjalmar Dusén, également collecteur au Cameroun.

## Distribution
Relativement rare, l'espèce a été observée sur deux sites dans la Région du Sud-Ouest au Cameroun et sur trois sites au Gabon.